# Sollum

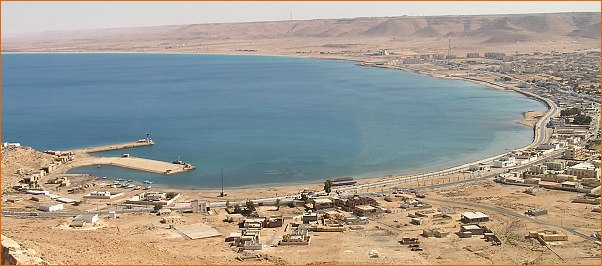
Vista panorámica de la costa de Sollum.

Sollum es una pequeña población pesquera, en la región de Marsa Matruh, Egipto. Se encuentra en la carretera costera que sale de Mersa Matruh , a poco menos de 150 kilómetros de esta, y muy cercano a Sidi Barani. También se la conoce como Sallūm, El Sellûm, Al-Salum, Catabathmus Magna, El Sellum, Salûm y Panormus. Tuvo cierta importancia en la antigüedad, con el nombre romano de Baranris, pero especialmente durante la Segunda Guerra Mundial, debido a su cercanía (unos 10 km) de la frontera con la entonces provincia italiana de la Cirenaica, que actualmente forma parte de Libia. En sus proximidades se libraron furiosos combates de carros blindados entre británicos y alemanes, principalmente, y entre el ejército británico y la infantería italiana. Los combates se sucedieron todo el año 1941 y 1942, pero de forma especialmente intensa en la Operación Crusader y en el Sitio de Tobruk. Actualmente es un centro comercial para los beduinos de la zona, y cuenta con un camposanto de soldados muertos durante la Segunda Guerra Mundial.